# Varieté-Prinzessin
Varieté-Prinzessin (Originaltitel: Wabash Avenue) ist ein US-amerikanischer Revuefilm von Henry Koster aus dem Jahr 1950.

## Handlung
Chicago im Jahr 1892: Der ehemalige Pianospieler und Lebemann Andy Clark begibt sich zu seinem früheren Partner, dem Nachtclubbesitzer Mike Stanley. Er hofft, in sein Geschäft einsteigen zu können, und erinnert ihn unter anderem an seinen Betrug beim Pokern. Mike lehnt ab, Andy an seinem Lokal zu beteiligen. Der wiederum verscherzt es sich sofort mit Tänzerin Ruby Summers, die er für ihr Bühnenoutfit kritisiert. Bei einem Pokerspiel in Mikes Club ist gewinnt Andy kurz darauf, als Mike sich in das Spiel einbringt. Andy versucht, ihn durch die Ausgabe zu vieler Karten zu besiegen, doch spielt Mike ebenso falsch und erhält am Ende den Gesamtgewinn.
Andy rächt sich an Mike, indem er eine Gruppe Moralistinnen das Lokal stürmen lässt, das er zuvor durch zwei gekaufte Frauen als Sündenpfuhl präsentiert hat. Im Gemenge schlägt Mike den Trinker Harrigan ohnmächtig, der ein Freund von Andy ist. Andy und sein Kompagnon Eddie transportieren Harrigan aus dem Club und wollen ihn in einem Wachsfigurenkabinett wieder zu Bewusstsein bringen. Als sie eine Harrigan ähnlich sehende Wachspuppe entdecken, wollen sie es Mike heimzahlen. Sie bringen den betrunkenen Harrigan an Bord eines Schiffes und lassen ihn glauben, dass er sich im Krankenhaus befindet. Das Schiff geht mit Harrigan an Bord zu See. Andy wiederum präpariert die Wachspuppe und behauptet, dass Harrigan tot sei. Im Vertrauen gesteht er Mike, dass er wisse, dass Mike Harrigan versehentlich getötet habe. Er werde sein Wissen für sich behalten, wenn er mit Mike zusammen ein Lokal eröffnen könnte.
Mike stimmt zu und beteiligt Andy an seinem Club Casino. Als musikalischer Leiter gerät Andy immer wieder mit Ruby zusammen, die einen unterhaltsameren Musikstil pflegt, als Andy ihn sich wünscht. Erst als er sie zu einer langsamen Musiknummer zwingt, erkennt Ruby, dass sie mit der Musik erfolgreicher ist. Oscar Hammerstein zeigt sogar an ihrem Auftritt Interesse. Mike wiederum plant, Ruby zu heiraten. Andy spannt sie ihm aus. Kurz vor der Hochzeit mit Andy erscheint ein vermeintlicher Geldverleiher bei Ruby, der deutlich macht, dass Andy eine hohe Geldsumme für einen Nachtclub in New York City angefordert hat, in dem Ruby als Star auftreten soll. Zwar wollten beide tatsächlich nach New York City reisen, doch hat Ruby bereits einen Musikvertrag mit Oscar Hammerstein abgeschlossen. Ruby glaubt nun, dass Andy sie hintergehen und ihre Karriere ruinieren wollte. Obwohl er beteuert, dass alles eine Lüge sei, verlässt sie ihn. Weil Harrison in der Zwischenzeit wieder aufgetaucht ist, verliert Andy auch die Beteiligung an Mikes Geschäft.
Andy und Eddie eröffnen einen kleinen Nachtclub in New York. Eines Tages besuchen sie die Show von Ruby, die durch Oscar Hammerstein ein Star geworden ist. In der Garderobe trifft er mit ihr und Mike zusammen. Mike hat gerade erfahren, dass Ruby ihn nicht heiraten will. Auch Andy hat sie nicht verziehen, erfährt nun aber von Mike, dass er den vermeintlichen Geldverleiher geschickt hatte, Andy sie also tatsächlich nicht hintergangen hat. Ruby verzeiht Andy und tritt kurz darauf mit dem Lied, durch das sie erst Oscar Hammersteins Interesse geweckt hatte, in Andys Nachtclub auf.

## Produktion
Varieté-Prinzessin ist eine Neuverfilmung des Revuefilms Coney Island aus dem Jahr 1943, in dem Betty Grable ebenfalls die Hauptrolle gespielt hatte. Die Dreharbeiten fanden von Mai bis Juli 1949 statt. Die Kostüme schuf Charles Le Maire, die Filmbauten stammen von Lyle R. Wheeler und Joseph C. Wright.
Der Film lief am 31. März 1950 in den US-amerikanischen Kinos an und kam am 7. März 1952 auch in die bundesdeutschen Kinos. Lux Radio Theatre strahlte am 13. November 1950 eine Hörspielfassung des Films aus, für die Betty Grable und Victor Mature ihre Filmrollen einsprachen.
Im Film sind zahlreiche Lieder zu hören:
- Down on Wabash Avenue – Betty Grable
- I Wish I Could Shimmy Like My Sister Kate – Betty Grable sowie Red Nichols and His Five Pennies
- I’ve Been Floating Down the Old Green River – James Barton
- Honey Man (My Little Lovin’ Honey Man) – Betty Grable sowie Red Nichols and His Five Pennies
- Are You From Dixie? – Chor
- May I Tempt You With a Big Red Rosy Apple? – Betty Grable
- Baby Won’t You Say You Love Me? – Betty Grable
- I Remember You – Betty Grable
- Billy (I Always Dream of Bill) – Betty Grable
- Harrigan – James Barton
- Wilhelmina – Betty Grable

## Kritik
Für den film-dienst war Varieté-Prinzessin ein „[w]enig amüsanter Revuefilm mit flauer Synchronisation der Gesangsnummern“ und eine „enttäuschende Neuverfilmung“.

## Auszeichnungen
Das Lied Wilhelmina erhielt 1951 eine Oscar-Nominierung in der Kategorie Bester Song.